# Ботанічний сад Глазго

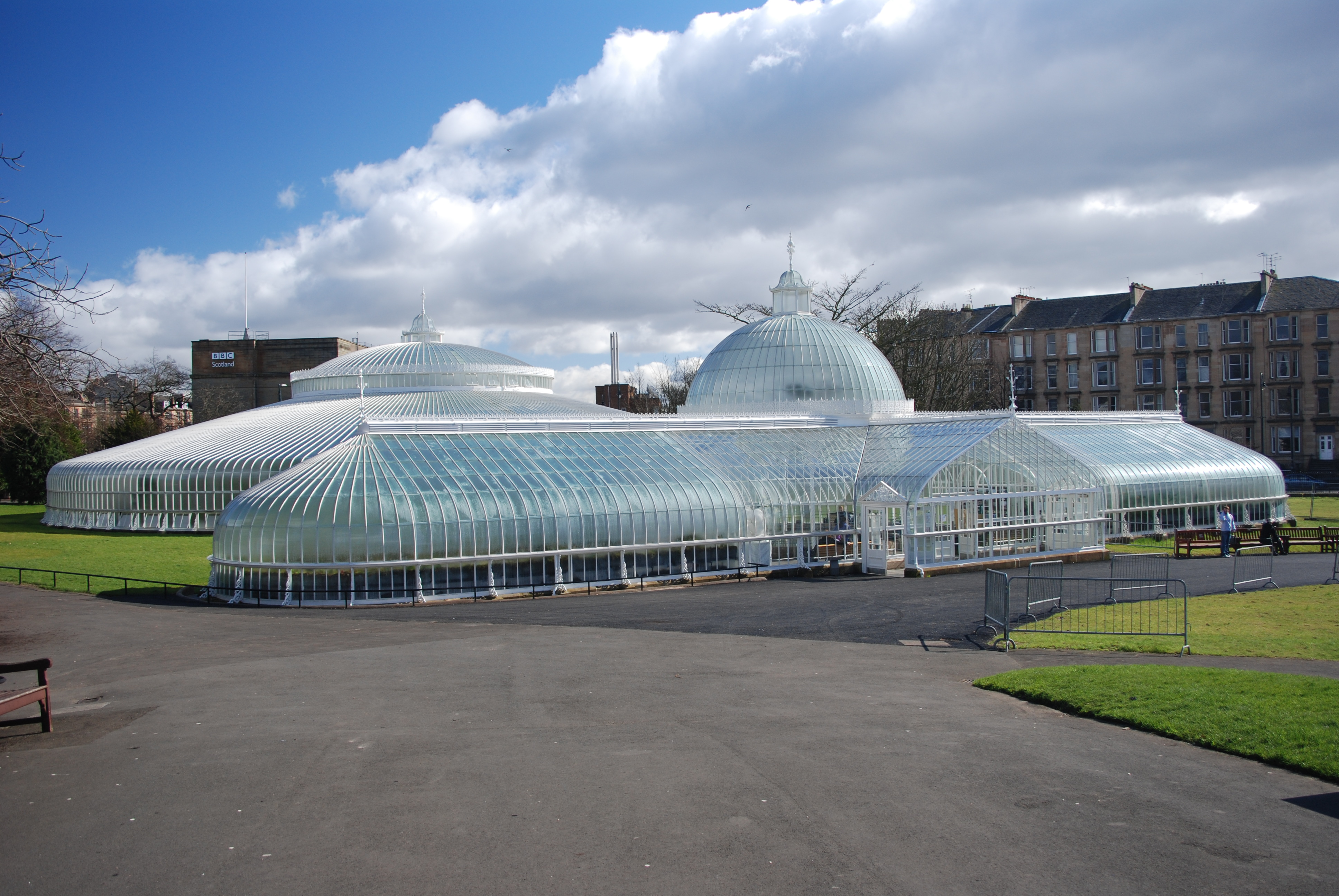
Палац Кіббла

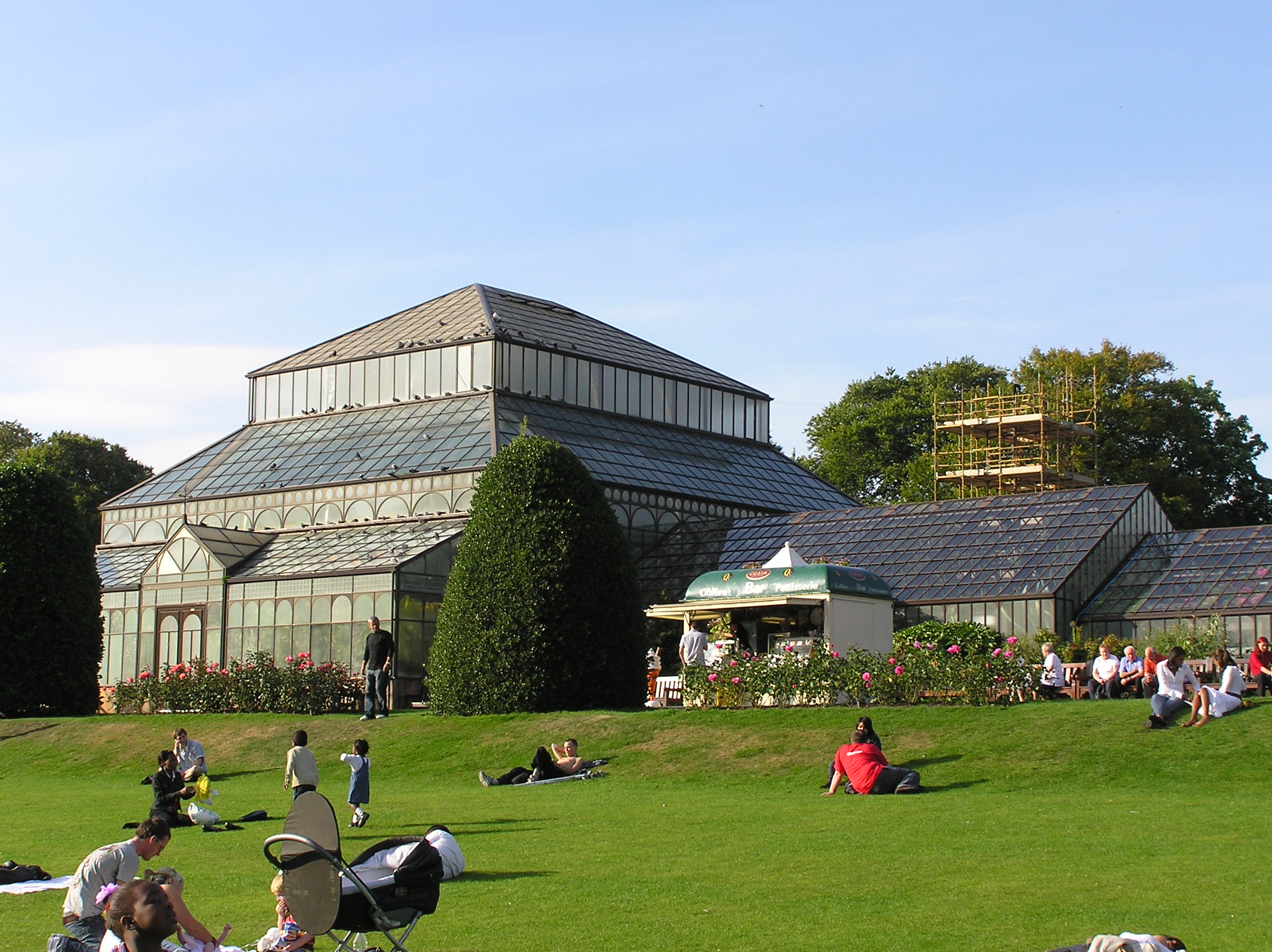
У ботанічному саду

 Ботанічний сад Глазго (англ. Glasgow Botanic Gardens) — ботанічний сад у місті Глазго (Шотландія, Велика Британія). Розташований в західній частині міста на березі річки Кельвін.

## Історія
Сад був створений у 1817 році ботаніком Томасом Гопкірком завдяки підтримці місцевих сановників і університету Глазго.
Сад був спочатку закладений на 8 акрах в Сандіфорді у західній частині Сошіхолл-стріт (у той час на околиці міста). Першим куратором ботанічного саду був Стюарт Мюррей, який виконав розбивку ботанічного саду. Три тисячі рослин, подаровані Гопгірком, стали ядром колекції.
У 1821 році Вільям Джексон Гукер, один із найвидатніших ботаніків в світі у той час, був призначений професором ботаніки в університеті Глазго. Протягом двадцяти років ботанічний сад був під його керівництвом і процвітав. Вже у 1825 році у колекції налічувалося 12 тисяч рослин.
Для розміщення швидко зростаючої колекції була придбана нова ділянка на захід від міста, на березі річки Кельвін. У 1842 році ботанічний сад, на його нинішньому місці, був відкритий для членів Королівського ботанічного інституту Глазго. Для публіки ботанічний сад був відкритий у вихідні дні за невелику плату.
У 1873 році було змонтовано з кованого заліза, чавунних балок і скла Палац Кіббла, який спочатку використовувався як виставковий та концертний зал, перш ніж його стали використовувати для вирощування рослин. Зараз у ботанічному саду вже 11 оранжерей.
У 1976 році було відкрито дендрарій.

## Колекція
Ботанічний сад у даний час займає площу 19,6 га.
У оранжереї № 1 протягом року проходять сезонні виставки квітів.
У оранжереях № 2 і № 3 знаходиться колекція квітів родини орхідних.
У оранжереях № 4 і № 5 демонструють рослини пустель і посушливих районів.
Рослини тропічних лісів ростуть у оранжереї № 6 (це найвища оранжерея, її висота 15 метрів). Оранжерея № 7 присвячена іншим тропічним рослинам.
Оранжерея № 8 спеціалізується на показі папоротей, оранжерея № 9 — бегоній.
У Оранжереї № 10 знаходиться колекція квітучих рослин помірного клімату.
У оранжереї № 11 знаходиться ставок, де представлені водні рослини, у тому числі і екзотична Вікторія. 

## Галерея

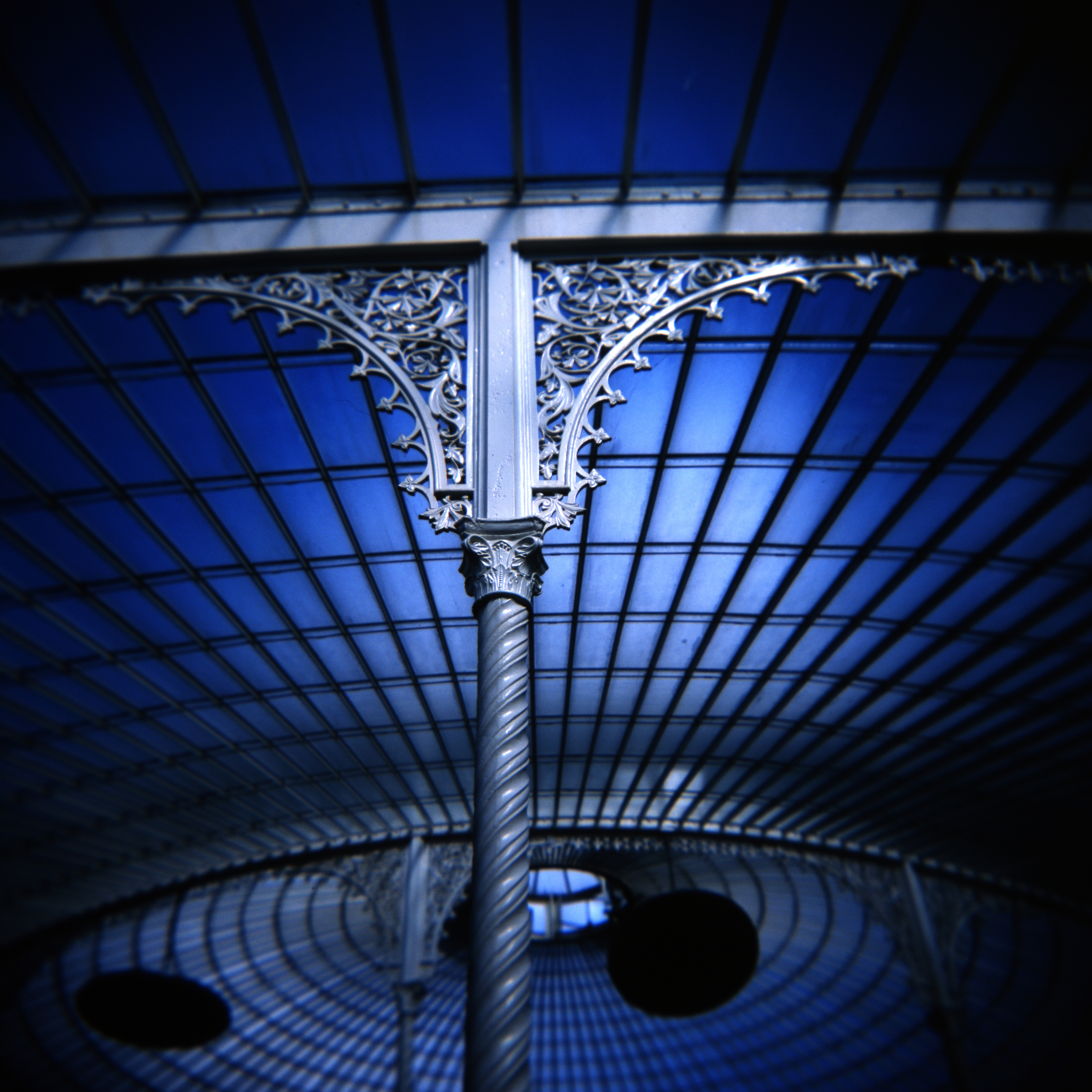
Палац Кіббла - деталь
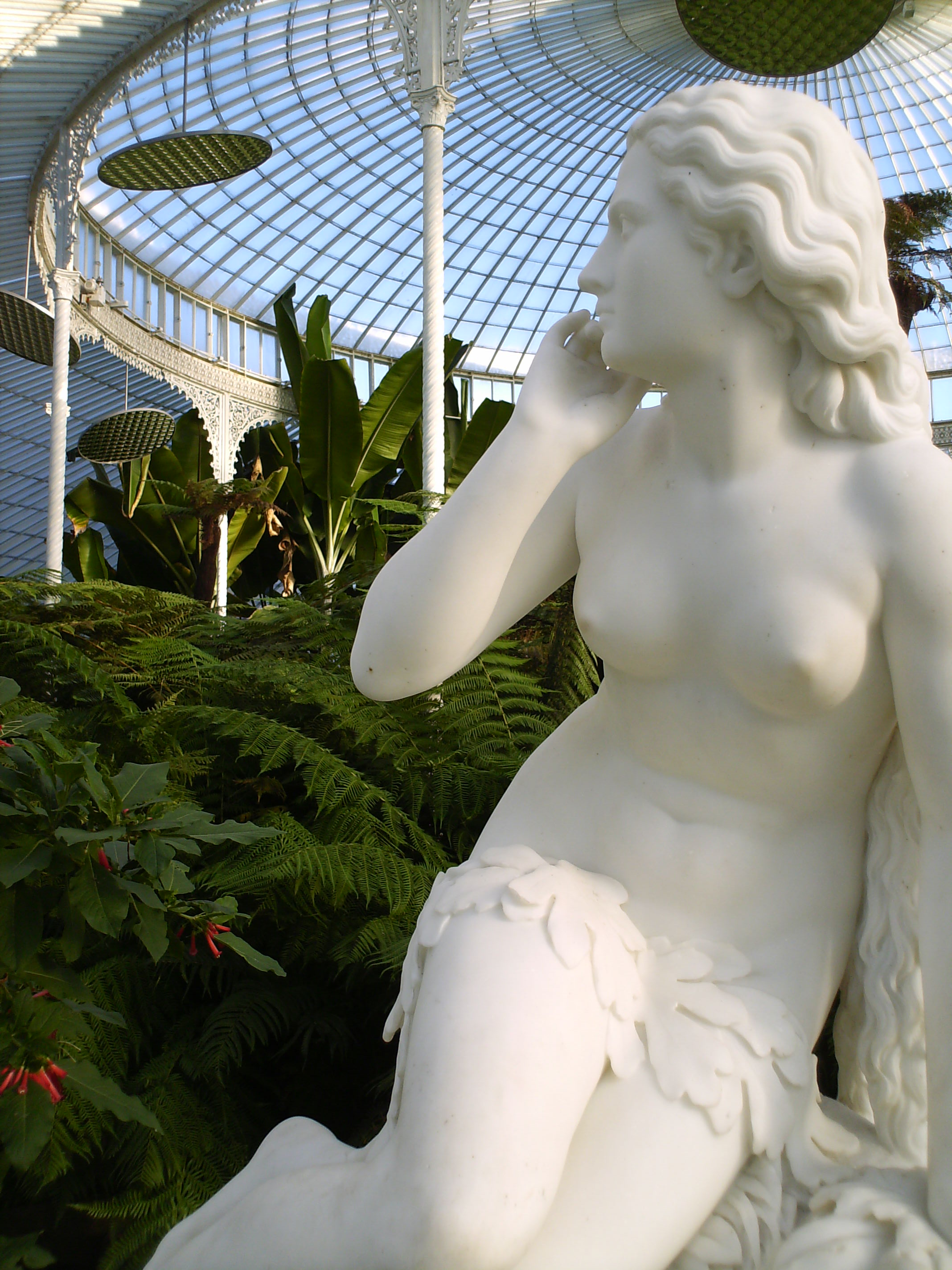
Статуї у палаці Кіббла
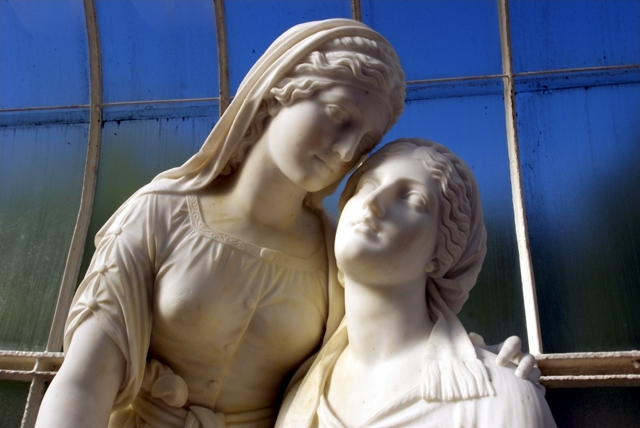
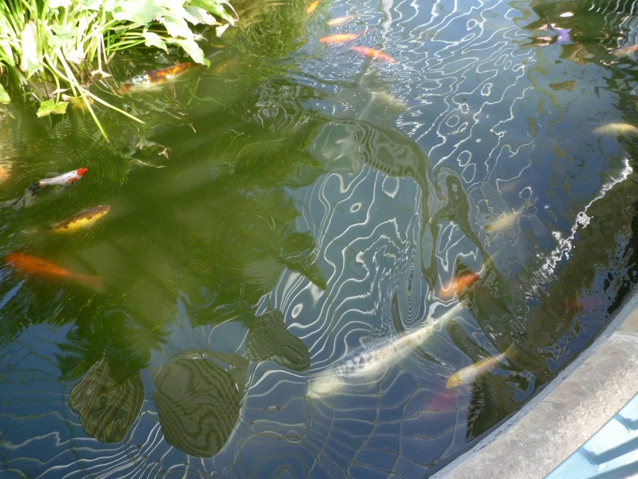
Водойма у палаці Кіббла
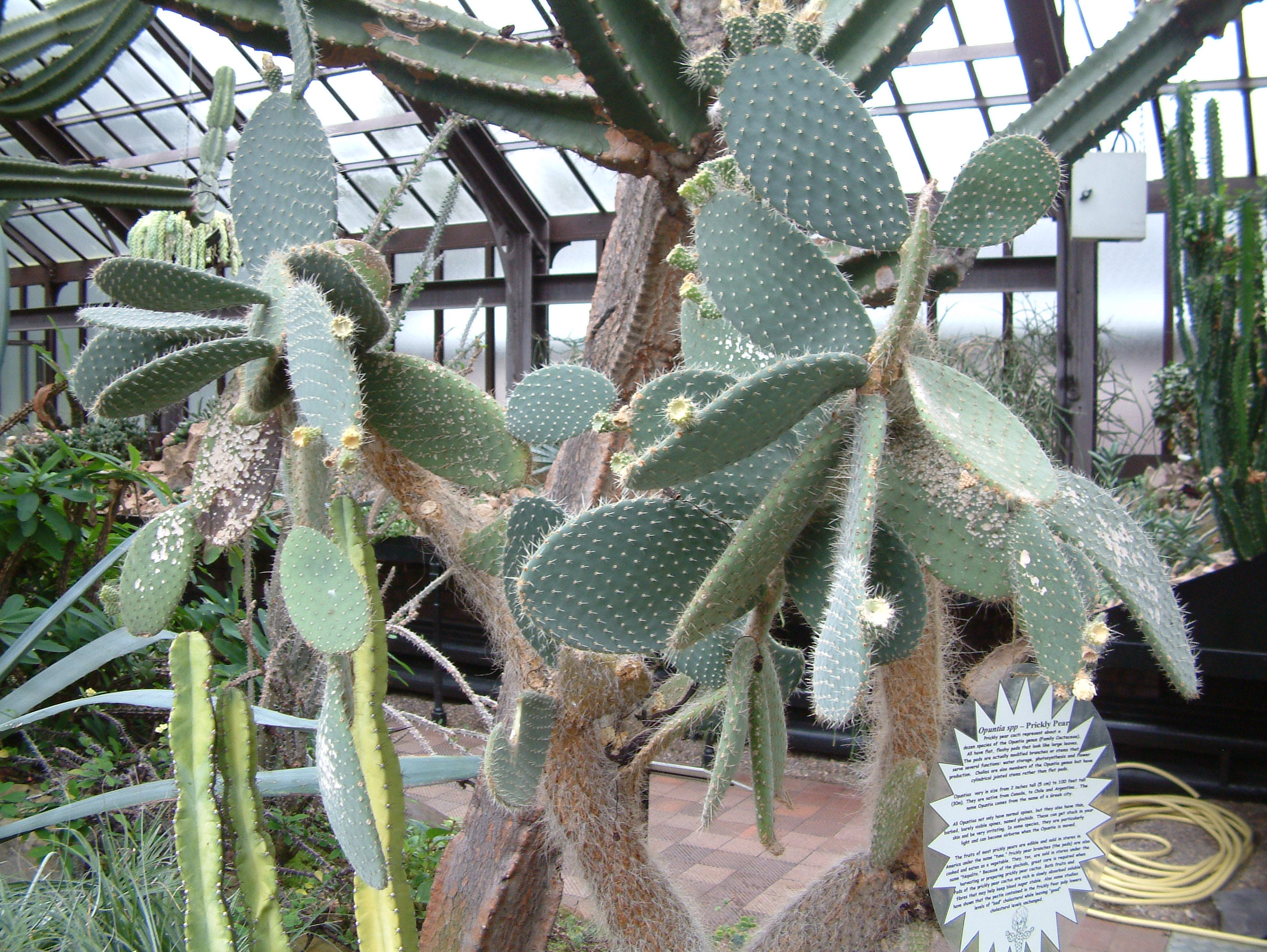
Кактуси
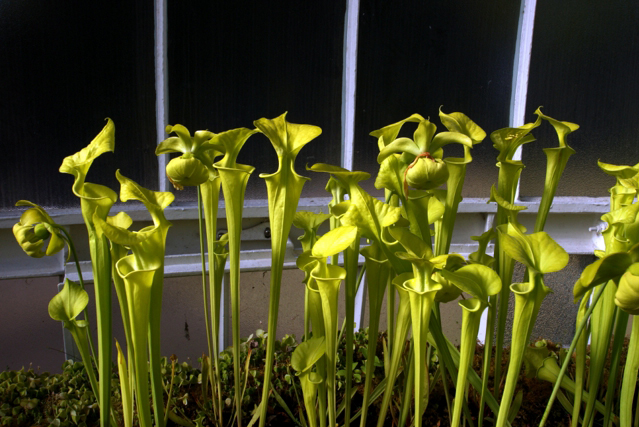
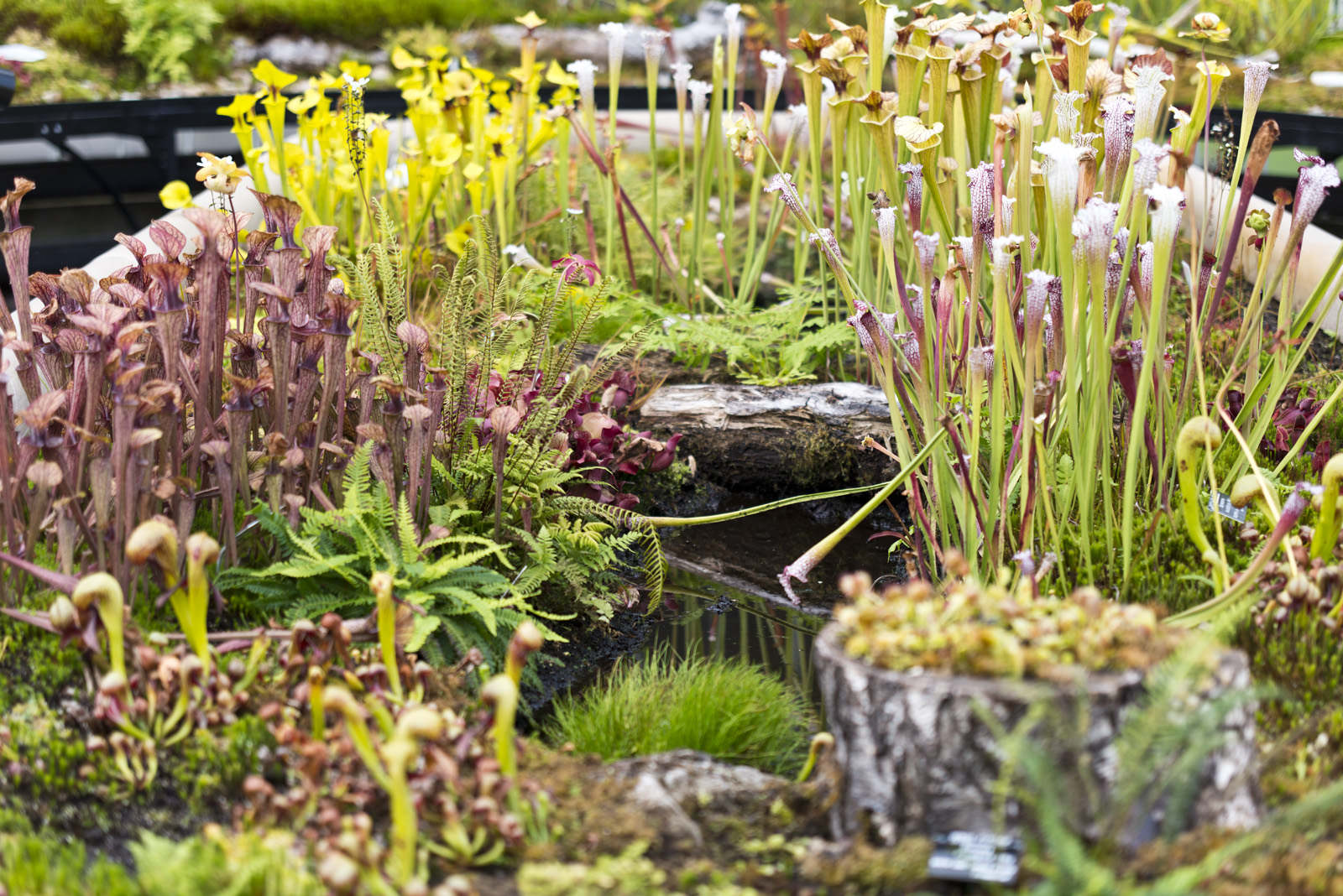
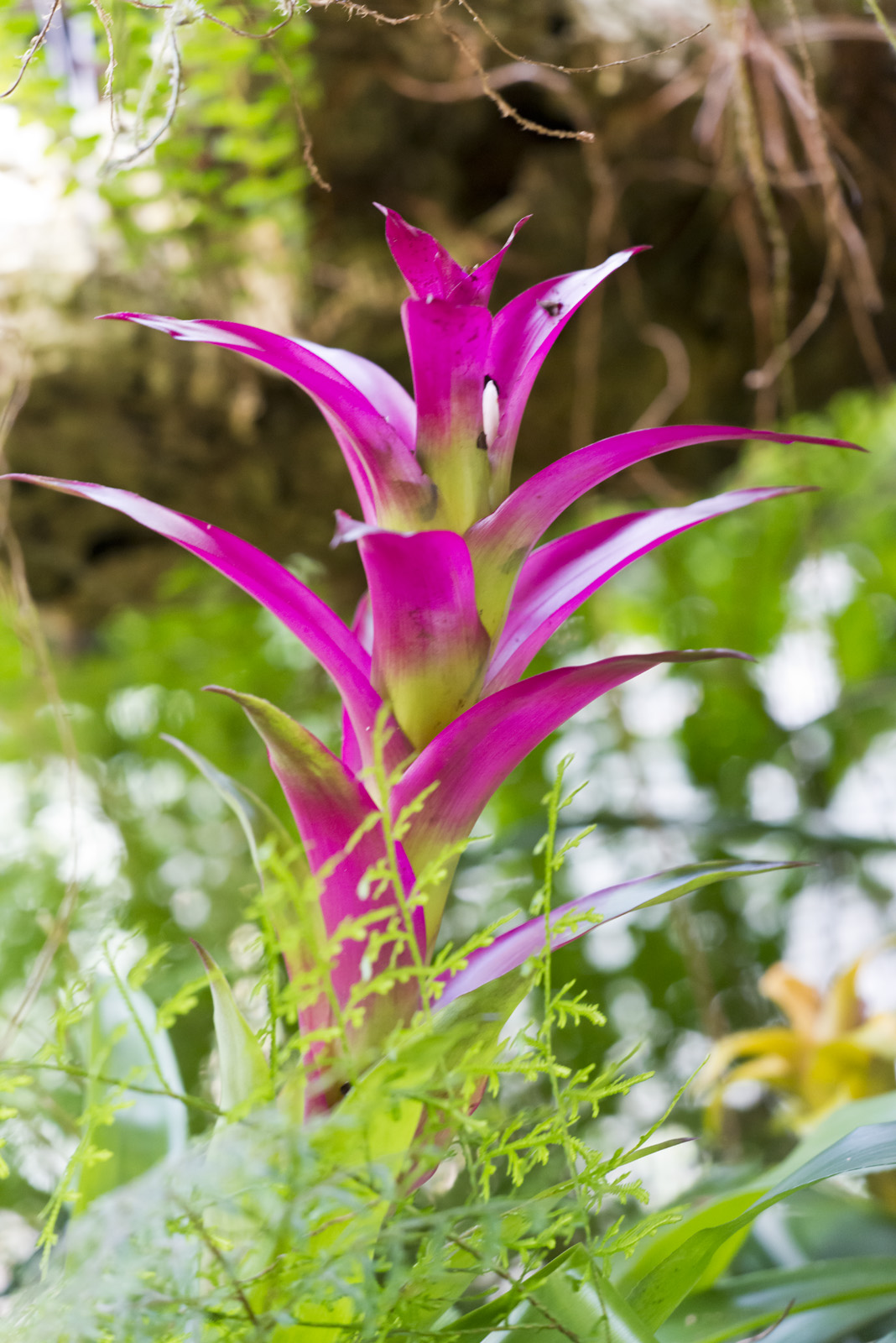
Квіти
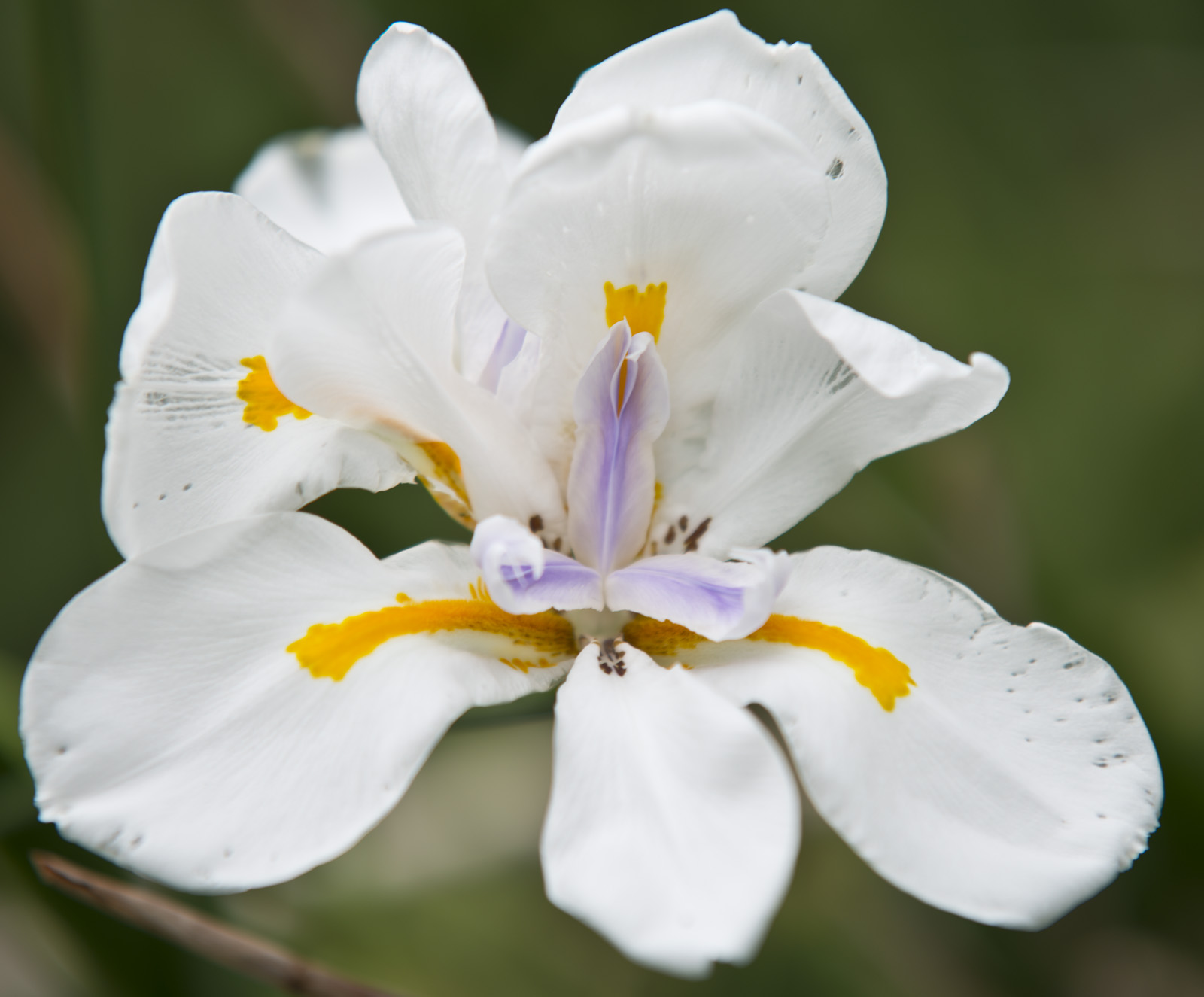